# 埃尔维利
埃尔维利（法語：Hervilly）是法国皮卡第大区索姆省的一个市镇，属于佩罗讷区鲁瓦塞勒县。该市镇2009年时的人口为189人。

## 人口
埃尔维利人口变化图示
| 数据来源：INSEE |